# Octaaf Demuynck

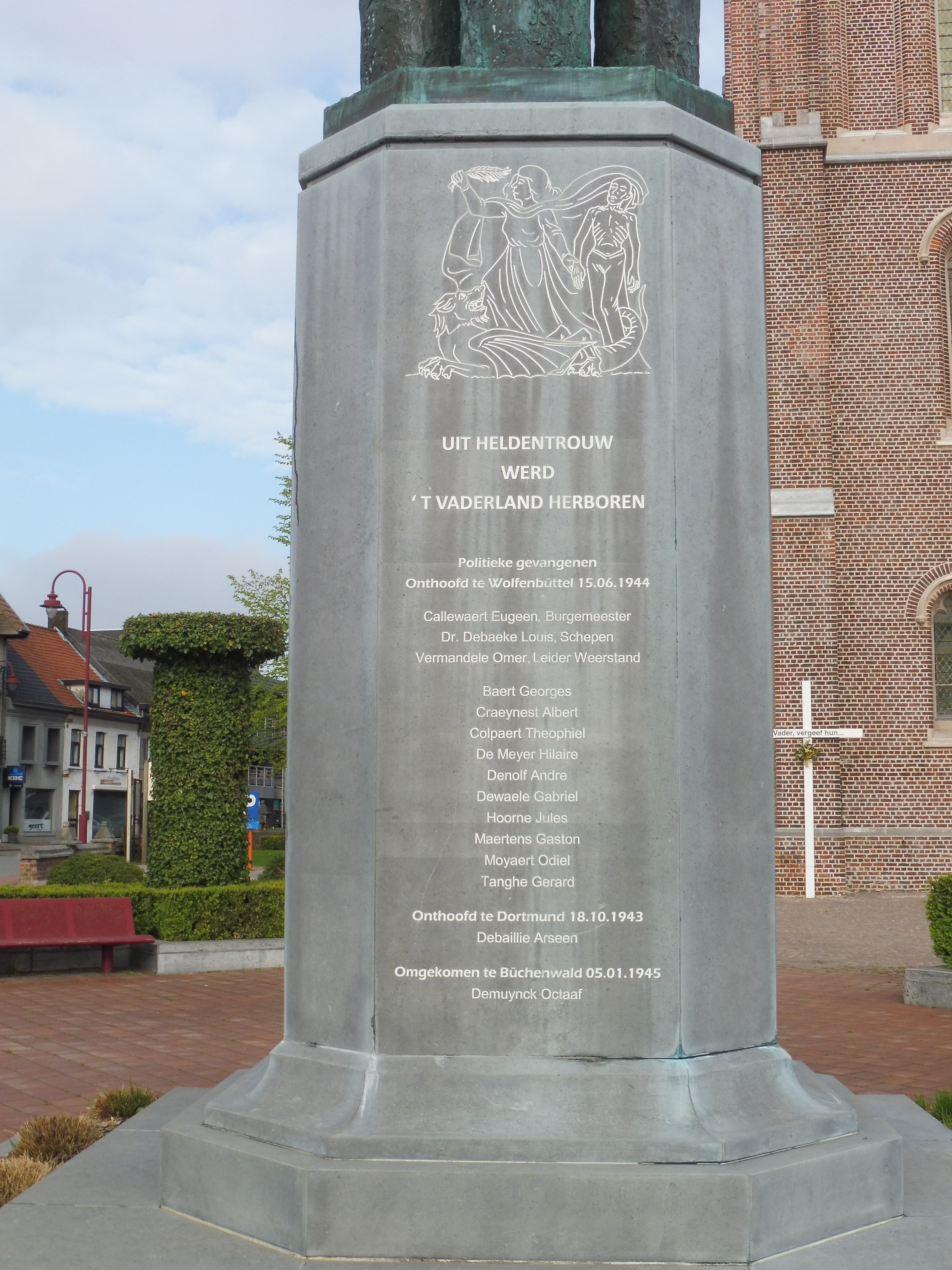
Naam van Demuynck, vermeld op het Vredesmonument van Lichtervelde

Octaaf Demuynck (Lichtervelde, 22 maart 1899 – Buchenwald, 6 januari 1945) was een Belgisch verzetsstrijder en later politiek gevangene gedurende de Tweede Wereldoorlog.
Demuynck was gehuwd en vader van twee dochters. Het gezin woonde te Lichtervelde. Demuynck werd op 3 augustus 1942 aangehouden op verdenking van wapenbezit of het verschaffen van wapen(s) en deelneming aan het verzet. Hij was actief in het verzet. Hij overleed op 5 januari 1945 in het kamp van Buchenwald, in het huidige Duitsland.
Hij was een van de 78 Lichterveldenaars die in 1942 is opgepakt wegens verschaffing van wapens, onderduiken, verspreiding van antinazipropaganda, wapenbezit etc. De helft van de groep is ter plekke opgehangen of onthoofd en de andere helft naar concentratiekampen gestuurd zoals Sachsenhausen en Buchenwald.